# Rutherford, New South Wales
Rutherford är en ort i Australien. Den ligger i kommunen Maitland Municipality och delstaten New South Wales, i den sydöstra delen av landet, omkring 130 kilometer norr om delstatshuvudstaden Sydney. Antalet invånare är 10 182.
Närmaste större samhälle är Maitland, nära Rutherford.